# Muuratjärvi
Muuratjärvi är en sjö i Finland. Den ligger i kommunerna Muurame och Jyväskylä i landskapet Mellersta Finland, i den södra delen av landet, 220 km norr om huvudstaden Helsingfors. Muuratjärvi ligger 90,1 meter över havet. Den är 42,55 meter djup. Arean är 31,54 kvadratkilometer och strandlinjen är 112,22 kilometer lång. Sjön  ingår i Kymmene älvs huvudavrinningsområde. 